# Алондра східна
Ало́ндра східна (Calendulauda alopex) — вид горобцеподібних птахів родини жайворонкових (Alaudidae). Мешкає в Східній Африці. Деякі дослідники вважають цей вид конспецифічним з білочеревою алондрою.

## Опис

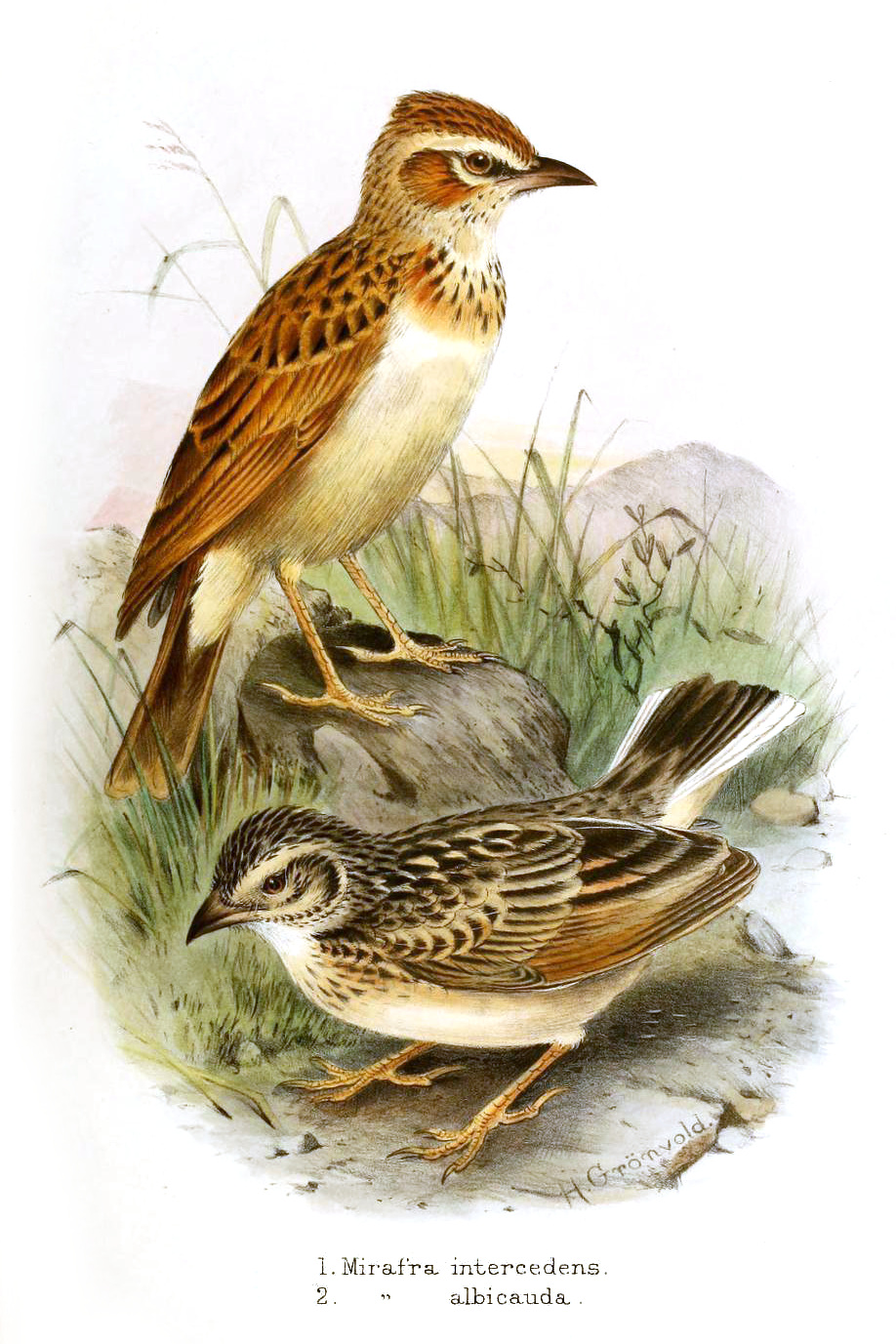
Східна алондра (зверху)

Довжина птаха становить 14-16 см, вага 23 г. Довжина дзьоба становить 1,5-1,7 см. Виду не притаманний статевий диморфізм. Верхня частина голови і верхня частина тіла рудуваті, смужки на них відсутні. Над очима білуваті "Брови", які різко контрастують з коричневими скронями. Підборіддя, горло і верхня частина грудей білі, груди мають рудуватий відтінок, боки поцятковані рудувато-коричневими смужками. Решта нижньої частини тіла біла. У представників підвиду C. a. intercedens забарвлення верхньої частини тіла варіюється від темно-піщано-коричневого до рудувато-коричневого, верхня частина тіла у них поцяткована темними смужками. Груди рудувато-коричневі. поцятковані темно-коричневими смужками. Решта нижньої частини тіла жовтувато-біла. У представників цього підвиду навколо очей є світло-охристі кільця.

## Підвиди
Виділяють два підвиди:
- C. a. intercedens (Reichenow, 1895) — від східної і південної Ефіопії і заходу Сомалі до східної Уганди, Кенії і північної Танзанії;
- C. a. alopex (Sharpe, 1890) — крайній схід Ефіопії і північ Сомалі.

## Поширення і екологія
Східні алондри мешкають в Ефіопії, Сомалі, Кенії, Танзанії і Уганді. Вони мешкають в сухих чагарникових заростях і на луках. Зустрічаються поодинці або парами. Живляться комахами і насінням, яких шукають на землі. Сезон розмноження триває з березня по червень. 